# Михнівська сільська рада (Теофіпольський район)
Михні́вська сільська́ ра́да — колишня адміністративно-територіальна одиниця та орган місцевого самоврядування в Теофіпольському районі Хмельницької області. Адміністративний центр — село Михнівка. Ліквідована та включена до складу Теофіпольської селищної громади у 2020 році.

## Загальні відомості
- Населення ради: 723 особи (станом на 2001 рік)

## Населені пункти
Сільській раді підпорядковані населені пункти:
- с. Михнівка

## Склад ради
Рада складається з 12 депутатів та голови.
- Голова ради: Гринюк Олександр Федорович
- Секретар ради: Лебідь Олександр Миколайович

### Керівний склад попередніх скликань
| Прізвище, ім'я, по батькові | Основні відомості                                                                     | Дата обрання | Дата звільнення |
| --------------------------- | ------------------------------------------------------------------------------------- | ------------ | --------------- |
| Слюсар Анатолій Аполлонович | Сільський голова, 1965 року народження, член Всеукраїнського об'єднання «Батьківщина» | 26.03.2006   | 31.10.2010      |
| Гринюк Олександр Федорович  | Сільський голова, 1954 року народження, член Партії регіонів                          | 31.10.2010   |                 |

Примітка: таблиця складена за даними сайту Верховної Ради України

### Депутати
За результатами місцевих виборів 2010 року депутатами ради стали:

#### За суб'єктами висування
| Суб'єкт висування | Кількість обраних депутатів | %    |
| ----------------- | --------------------------- | ---- |
| Самовисування     | 8                           | 66,7 |
| Народна партія    | 4                           | 33,3 |

#### За округами
| № округу       | Прізвище, ім'я, по батькові   | Дата визнання обраним | Освіта             | Партійна приналежність                        | Відомості про обраного депутата                      |
| -------------- | ----------------------------- | --------------------- | ------------------ | --------------------------------------------- | ---------------------------------------------------- |
| Народна Партія |                               |                       |                    |                                               |                                                      |
| 2              | Мельник Галина Іванівна       | 02.11.2010            | середня спеціальна | член Народної партії                          | ФГ «Михнівка», бухгалтер                             |
| 3              | Самов'юк Андрій Михайлович    | 02.11.2010            | середня спеціальна | член Народної партії                          | ФГ «Михнівка», бригадир рільничої бригади            |
| 9              | Степанюк Ніна Василівна       | 02.11.2010            | середня спеціальна | позапартійна                                  | ФГ «Михнівка», економіст                             |
| 10             | Цісар Олександр Олександрович | 02.11.2010            | вища               | позапартійний                                 | тимчасово не працює                                  |
| Самовисування  |                               |                       |                    |                                               |                                                      |
| 1              | Козак Василь Васильович       | 02.11.2010            | вища               | позапартійний                                 | Теофіпольська АТС, інженер сільських АТС             |
| 4              | Цибуля Зоя Вікторівна         | 02.11.2010            | середня спеціальна | член Всеукраїнського об'єднання «Батьківщина» | Михнівський СБК, директор                            |
| 5              | Дролюк Раїса Іванівна         | 02.11.2010            | вища               | позапартійна                                  | Михнівська сільська рада, головний бухгалтер         |
| 6              | Гринюк Василь Дмитрович       | 08.11.2010            | вища               | позапартійний                                 | Теофіпольська ЦРЛ, охоронець                         |
| 7              | Лебідь Олександр Миколайович  | 02.11.2010            | вища               | позапартійний                                 | тимчасово не працює                                  |
| 8              | Лебідь Віра Петрівна          | 02.11.2010            | середня спеціальна | позапартійна                                  | Михнівська сільська рада, секретар                   |
| 11             | Половко Микола Павлович       | 02.11.2010            | середня спеціальна | позапартійний                                 | Михнівська загальноосвітня школа, оператор котельні  |
| 12             | Ангелюк Володимир Михайлович  | 02.11.2010            | середня спеціальна | позапартійний                                 | Теофіпольськавет. лікарня, зав. ветеренарним пунктом |